# C. Jeantaud

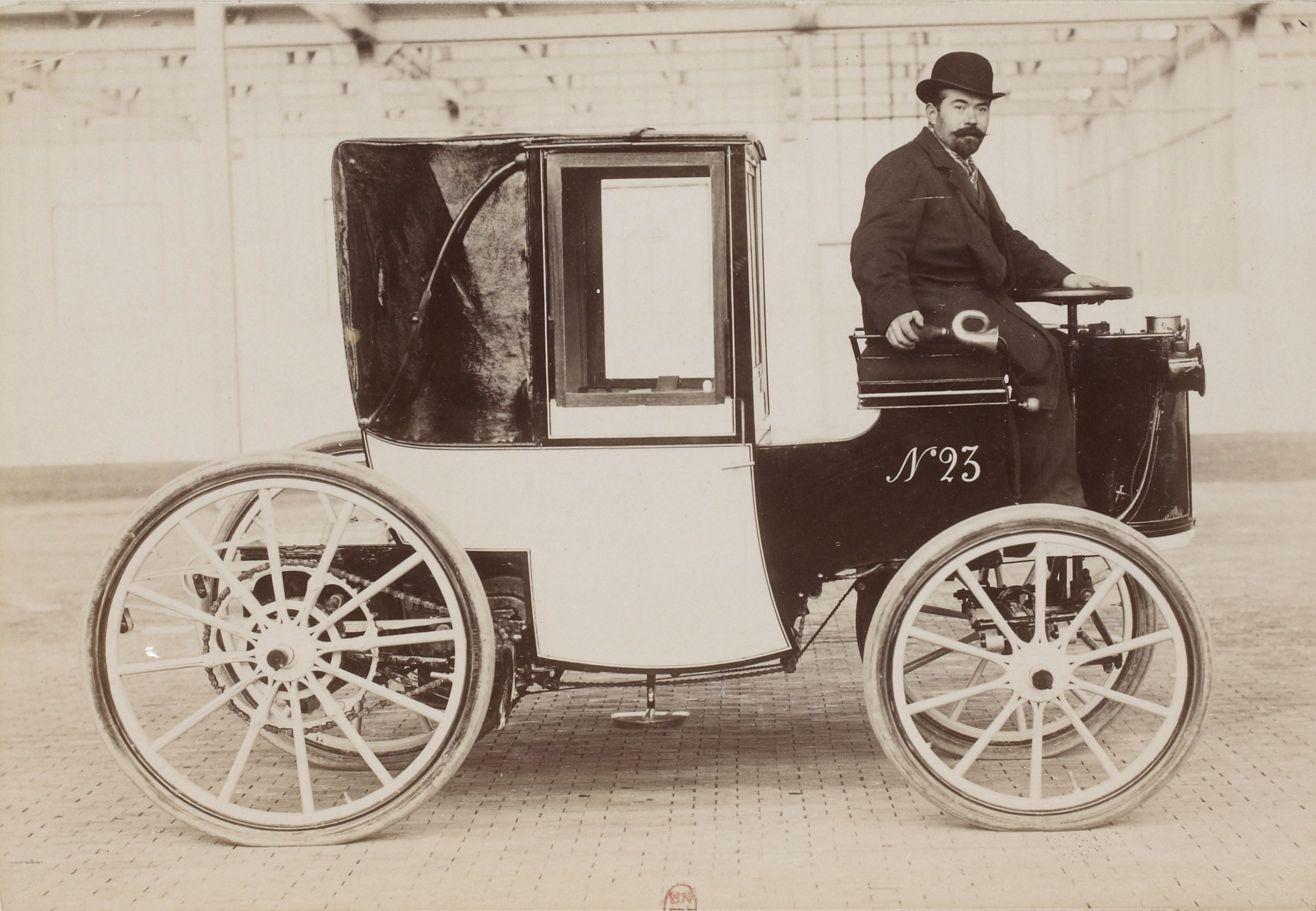
Jeantaud Milord (1898)

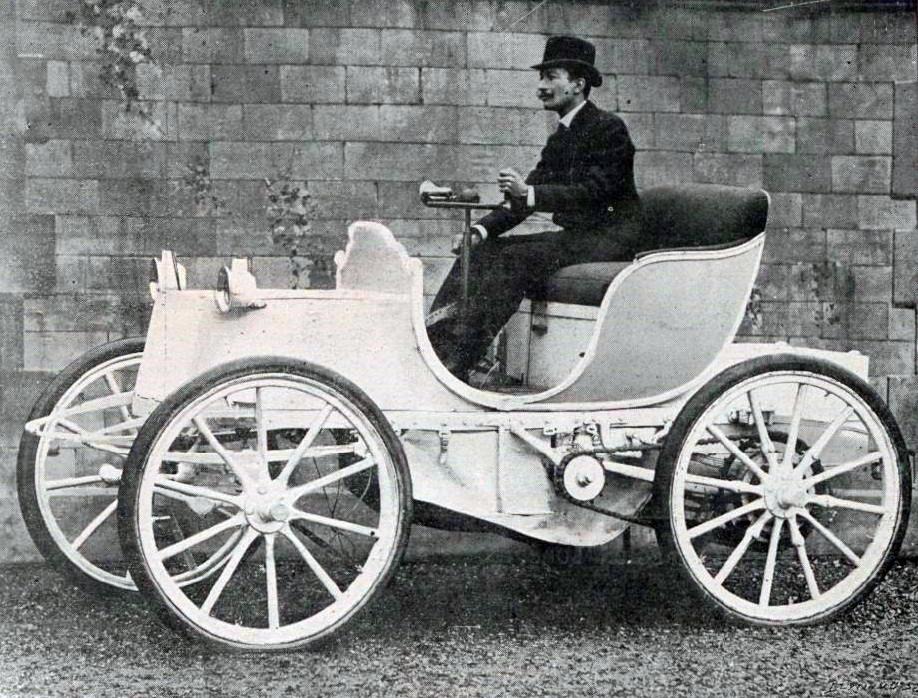
Gaston de Chasseloup-Laubat auf einem Jeantaud Duc (1899)

C. Jeantaud war ein französischer Hersteller von Automobilen.

## Unternehmensgeschichte
Charles Jeantaud gründete 1893 in Paris das Unternehmen zur Produktion von Automobilen. Der Markenname lautete Jeantaud.
Das Unternehmen stellte zunächst ausschließlich Elektroautos her. Zur Wahl standen offene Karosserien, Coupés und Hansom Cabs. Ab 1905 verfügten die Fahrzeuge über Frontantrieb. Außerdem entstanden Rekordfahrzeuge für die Jagd auf den Landgeschwindigkeitsrekord, den der Fahrer Gaston de Chasseloup-Laubat dreimal erringen konnte.
1906 endete die Produktion mit dem Tod von Charles Jeantaud.

## Fahrzeuge
Anfang 1895 wurde ein offener Zweisitzer mit einer elektrischen Antriebsleistung von 12 PS vorgestellt. Die Antriebskraft wurde kardanisch auf die Hinterachse übertragen. Der Batteriesatz aus 21 Zellen wog 420 kg, das Gesamtgewicht des Fahrzeugs betrug 1.020 kg. Die Höchstgeschwindigkeit wird mit 20 km/h, die Reichweite mit 30 km angegeben.
Im Juni 1895 nahm Charles Jeantaud mit einem elektrisch angetriebenen Fahrzeug mit fünf Sitzplätzen am Rennen Paris–Bordeaux–Paris über 1.175 km teil (Startnummer 25), musste jedoch in Bordeaux nach 600 km wegen Achsüberhitzung aufgeben. Der Elektromotor stammte von der Société Postel-Vinay und lieferte eine Nennleistung von knapp 7 PS (4,9 kVA) bei 70 V und einem Entladestrom von 70 A. Der Motor alleine wog 225 kg. Das Akkumulatorenpaket bestand aus 38 Zellen der Société l’Accumulator Fulmen und wog 850 kg. Bei einer Geschwindigkeit von 24 km/h wurden Reichweiten von 40 bis 70 km erreicht, nach denen das Akkumulatorpaket an vorgesehenen Stationen ausgetauscht wurde. Das Fahrzeuggesamtgewicht betrug 2,2 t.
Am Wettbewerb der Personenberförderungsfahrzeuge (Concours de fiacres automobiles) im Juni 1898 nahmen sieben elektrische Jeantaud-Fahrzeuge mit verschiedenen Aufbauten statt: Cab électrique à deux places, Coupé, Droïjsky, Landaulet und Milord.
Zwischen 1903 und 1904 stellte das Unternehmen auch Fahrzeuge mit Benzinmotor her. Zur Wahl standen ein Zweizylindermotor mit 12 PS Leistung, ein Dreizylindermotor mit 18 PS Leistung und ein Vierzylindermotor mit 24 PS Leistung.

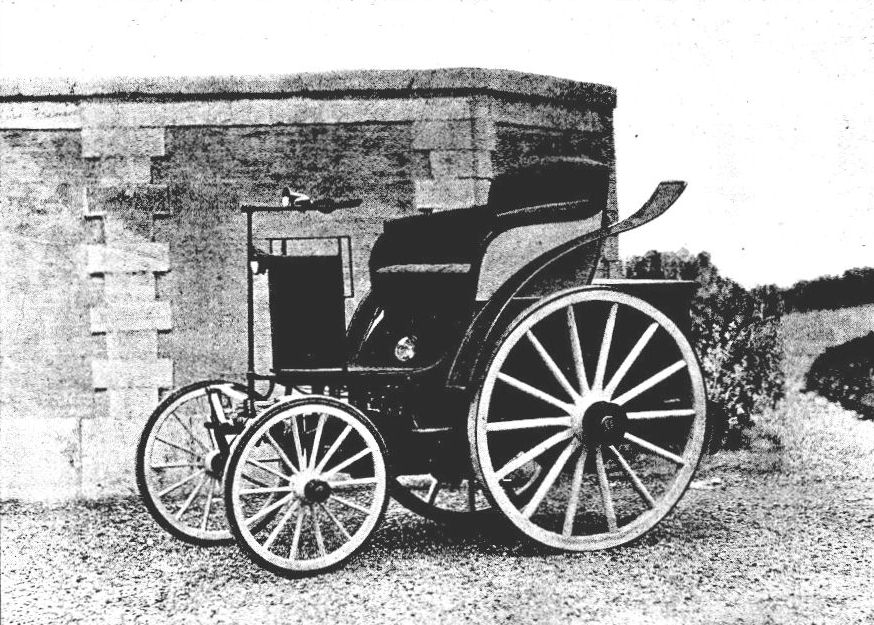
Jeantaud Électrique 12 HP (1895)
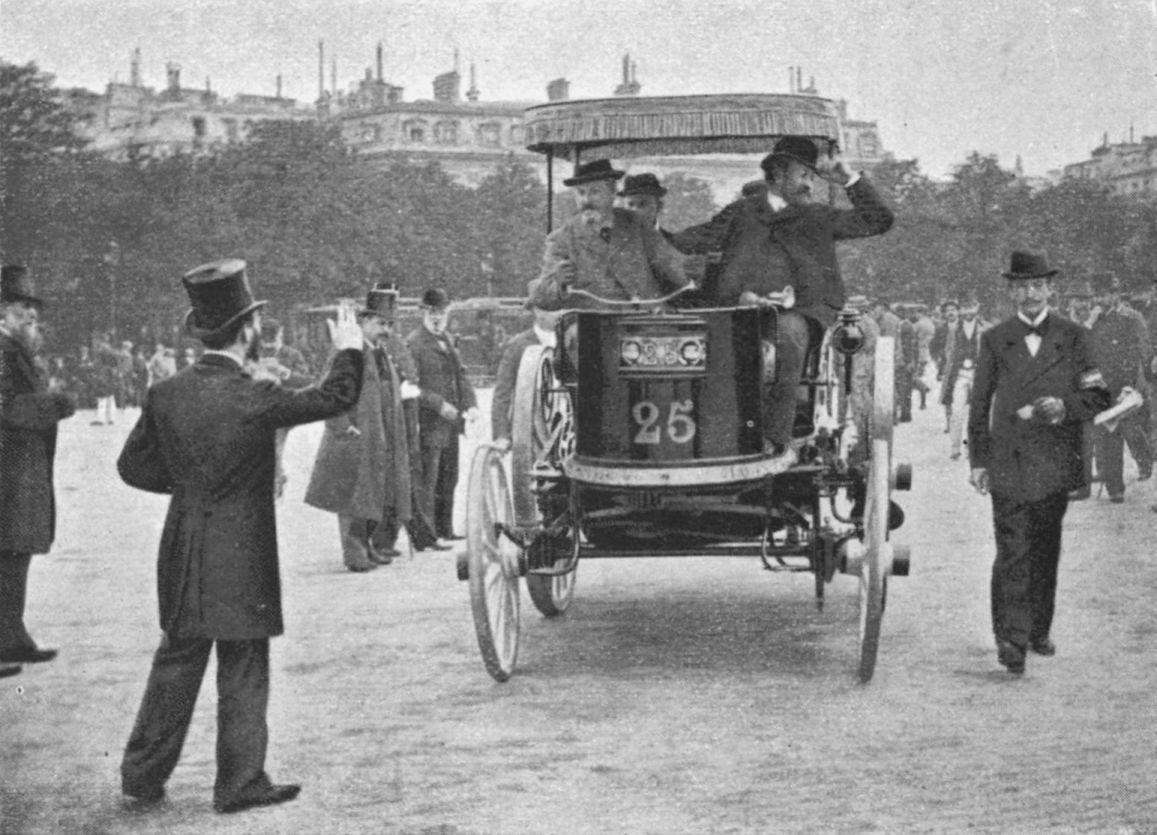
Jeantaud Électrique 7 HP (Paris–Bordeaux 1895)
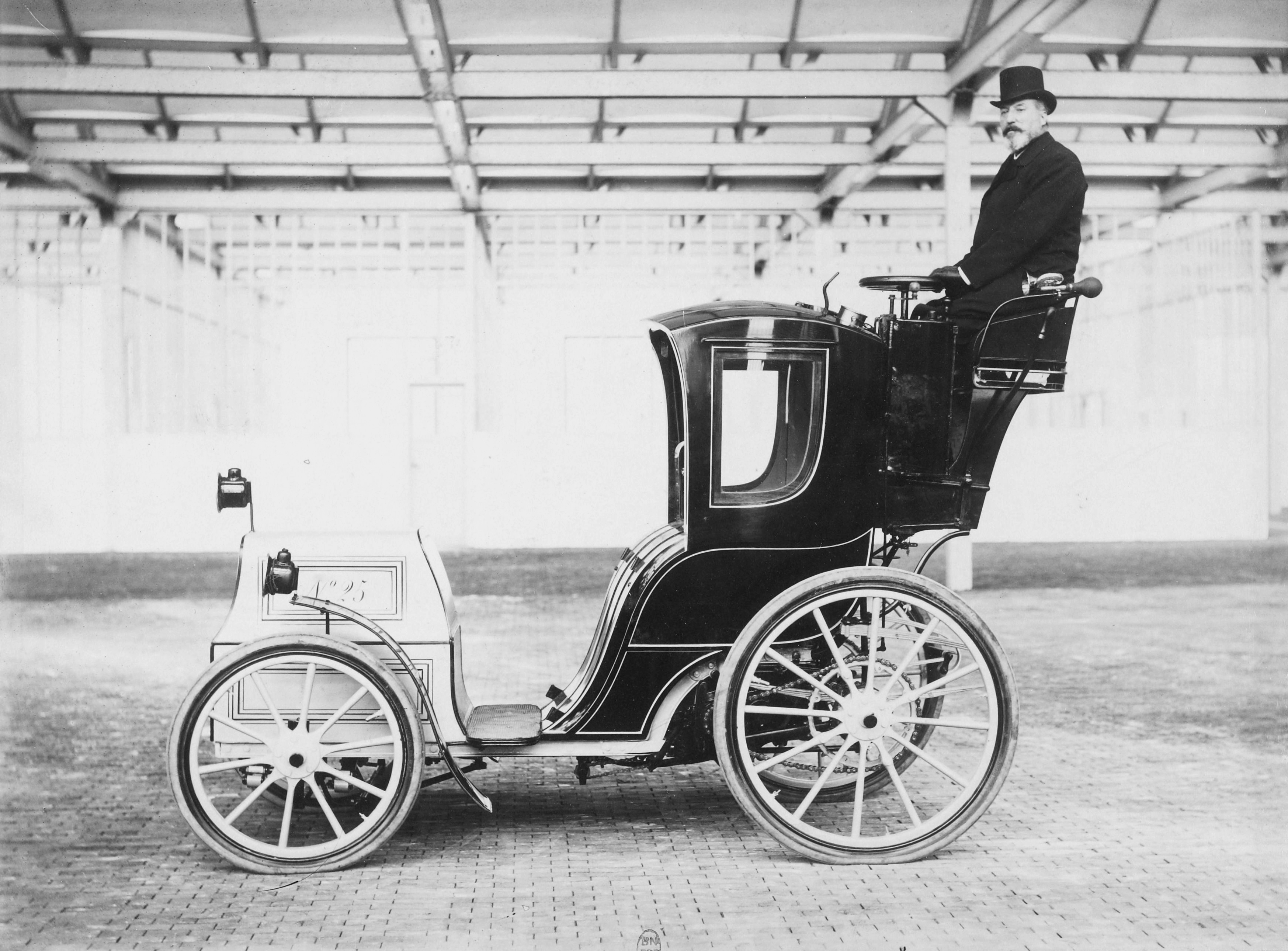
Jeantaud Cab électrique (Concours de fiacres 1898)
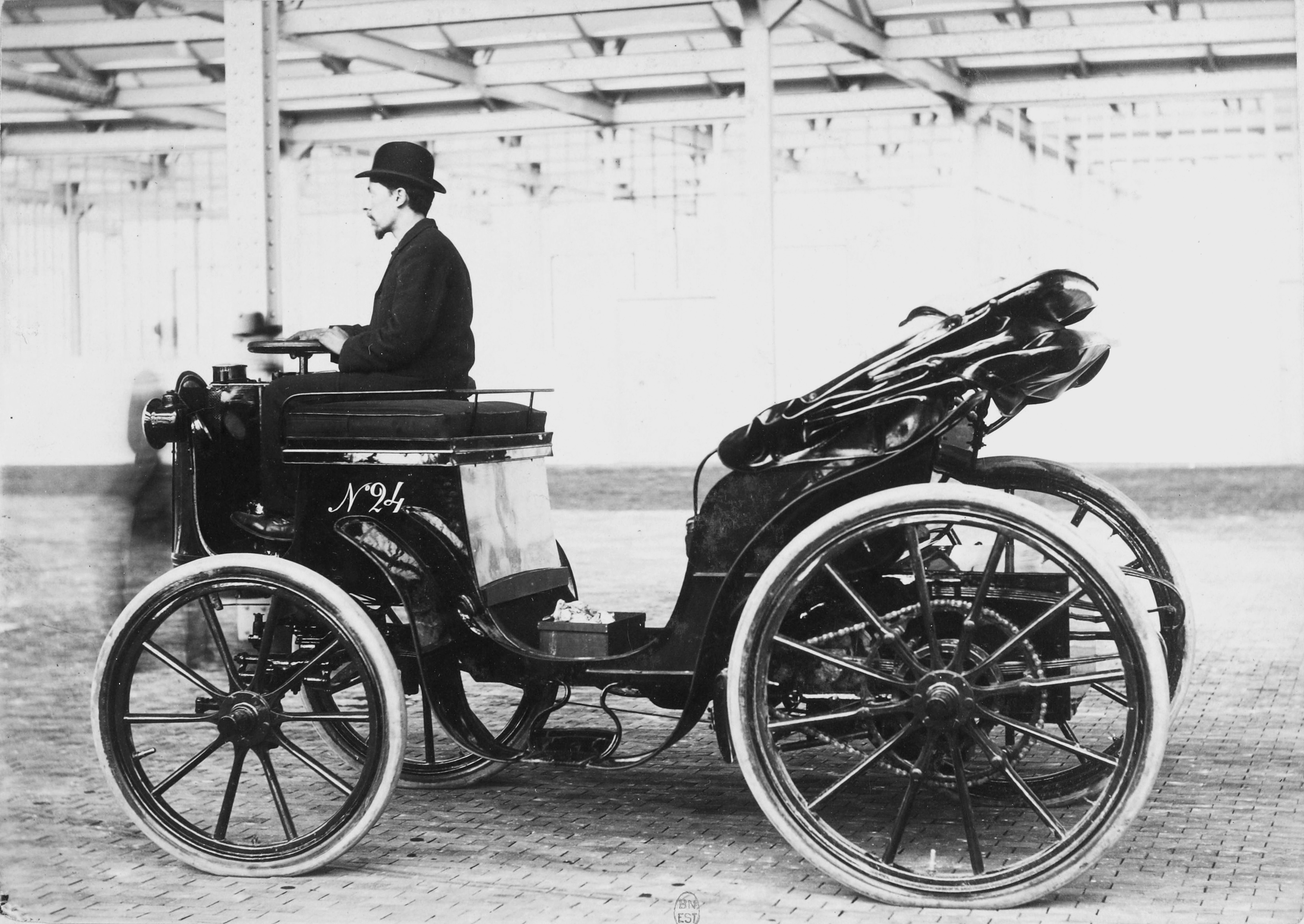
Jeantaud Landaulet électrique (Concours de fiacres 1898)